# Torre Electra
Electra Tower (מגדל אלקטרה), anteriormente también conocida como Elco Tower, es un rascacielos de oficinas situado en la ciudad de Tel Aviv, en el estado de Israel, específicamente se localiza en la calle Yigal Allon. Sus 165 metros de altura le hacen ser el tercer edificio más alto de la ciudad y el cuarto de todo el país.
Originalmente fue planeada para ser la torre más alta de Tel Aviv, y una de las torres más altas del país cuando estuviese completada, pero el plan final bajó a un rascacielos de 45 pisos por problemas arquitectónicos. La construcción del edificio comenzó en el año 2008 y fue finalizado en enero de 2011.
- Ocho pisos de la torre (Inicialmente eran cinco), cerca de 8.000 m² están alquilados por Google Israel.[2] Esto incluye una planta de 1.500 m² para un campus de empresas informáticas que forma parte del plan que se puso en marcha en diciembre de 2012;[3] Otras empresas asentadas en el edificio son: PayPal, Broadcom o Golan Telecom.